# 九门口
九门口位于中华人民共和国辽宁省绥中县和河北省秦皇岛市海港区交界处的河道上，1996年被列为第四批全国重点文物保护单位。
九门口所处的河道为季节性河流，枯水期流量少乃至断流，因此需修建城墙以防敌军在枯水期由此进入。九门口长110米，宽23米，高10米，共九座券门，每门均有双层巨型木门，枯水期木门紧闭，洪水期则开门泄洪。九门口桥下河床全部使用紧密的方石铺成，城桥如建于完整的一片石上，故又称“一片石关”。